# Pseudopatiria obtusa
Pseudopatiria obtusa är en sjöstjärneart som först beskrevs av Gray 1847.  Pseudopatiria obtusa ingår i släktet Pseudopatiria och familjen Asterinidae. Inga underarter finns listade i Catalogue of Life.